# Ogonek
Ogonek ( ˛ ) – znak diakrytyczny używany dla oznaczenia:
- obecnie długich głosek w języku litewskim (ą, ę, į, ų)
- głosek nosowych w językach:
  - polskim (ą, ę, sporadycznie ǫ)
  - Indian Nawaho i Apaczów (ą, ąą, ę, ęę, į, įį, ǫ, ǫǫ),
  - Indian Chiricahua i Mescalero (ą, ąą, ę, ęę, į, įį, ų, ųų),
  - Tutchone (z rodziny języków atapaskańskich).

Ogonków używa się też w transliteracji języka staro-cerkiewno-słowiańskiego.
W Unikodzie znak ogonka występuje w wersjach:
| Znak | Unikod | Kod HTML            | Nazwa unikodowa  | Nazwa polska    |
| ---- | ------ | ------------------- | ---------------- | --------------- |
| ˛    | U+02DB | &#x02DB; lub &#731; | OGONEK           | ogonek          |
| ̨     | U+0328 | &#x0328; lub &#808; | COMBINING OGONEK | ogonek dostawny |

Litery z ogonkami w Unikodzie:
| Znak | Unikod        | Kod HTML                                | Encje HTML | Nazwa unikodowa                    | Nazwa polska                 |
| ---- | ------------- | --------------------------------------- | ---------- | ---------------------------------- | ---------------------------- |
| Ą ą  | U+0104 U+0105 | &#x0104; lub &#260; &#x0105; lub &#261; | Ą ą        | LATIN CAPITAL LETTER A WITH OGONEK | Litera łacińska A z ogonkiem |
| Ę ę  | U+0118 U+0119 | &#x0118; lub &#280; &#x0119; lub &#281; | Ę ę        | LATIN CAPITAL LETTER E WITH OGONEK | Litera łacińska E z ogonkiem |
| Į į  | U+012E U+012F | &#x012E; lub &#302; &#x012F; lub &#303; | Į į        | LATIN CAPITAL LETTER I WITH OGONEK | Litera łacińska I z ogonkiem |
| Ǫ ǫ  | U+01EA U+01EB | &#x01EA; lub &#490; &#x01EB; lub &#491; |            | LATIN CAPITAL LETTER O WITH OGONEK | Litera łacińska O z ogonkiem |
| Ų ų  | U+0172 U+0173 | &#x0172; lub &#370; &#x0173; lub &#371; | Ų ų        | LATIN CAPITAL LETTER U WITH OGONEK | Litera łacińska U z ogonkiem |